# زبان لامپونگی
زبان لامپونگی یا لامپونگ زبانی از خانوادهٔ زبان‌های آسترونزیایی است که زبان مادری پیرامون یک نیم میلیون تن در سوماترای اندونزی است که عمدتاً از مردمان لامپونگ می‌باشند. 